# União das Freguesias de Nossa Senhora da Tourega e Nossa Senhora de Guadalupe
União das Freguesias de Nossa Senhora da Tourega e Nossa Senhora de Guadalupe, kürzer Nossa Senhora da Tourega e Nossa Senhora de Guadalupe, ist eine Gemeinde (Freguesia) im portugiesischen Kreis (Concelho) von Évora. Die Gemeinde hat 1151 Einwohner auf einer Fläche von 263,34 km² (Zahlen nach Stand 2011).
Die Gemeinde entstand am 29. September 2013 mit der Gebietsreform in Portugal, durch Zusammenschluss der Gemeinden Nossa Senhora da Tourega und Nossa Senhora de Guadalupe. Nossa Senhora da Tourega wurde offiziell Sitz dieser neu gebildeten Gemeinde.